# Ville fédérale de Russie
Pour les articles homonymes, voir Ville fédérale.
 (novembre 2020).
Si vous disposez d'ouvrages ou d'articles de référence ou si vous connaissez des sites web de qualité traitant du thème abordé ici, merci de compléter l'article en donnant les références utiles à sa vérifiabilité et en les liant à la section « Notes et références ».
| \| 1-Moscou 2-Saint-Pétersbourg 3-Sébastopol \| |
| 1-Moscou 2-Saint-Pétersbourg 3-Sébastopol       |

Une ville d'importance fédérale (en russe : города федерального значения, tr. goroda federal'nogo znatchenia), communément appelée ville fédérale, est un des types de subdivision de la fédération de Russie, qui en tout compte 89 sujets, répartis en 22 républiques, 9 kraïs, 46 oblasts, un oblast autonome, 3 villes d’importance fédérale et 4 districts autonomes. 
Seules trois villes ont ce statut de « ville d’importance fédérale ». Il s'agit de :
1. Moscou ;
2. Saint-Pétersbourg ;
3. Sébastopol[a].

Par ailleurs, la ville de Baïkonour, qui est située sur le territoire du Kazakhstan, indépendant depuis 1991, reste administrée par la Russie jusqu'en 2050. Elle dispose d'un statut similaire à celui d'une ville d'importance fédérale mais sans être un sujet de la fédération de Russie.